# سمتنگا
سمتنگا شهری در شهرستان سیگله در استان بولکیمده در بورکینافاسوی غربی مرکزی است جمعیت آن ۷۹۲ نفر است.